# Самофалов, Валерий Михайлович
Валерий Михайлович Самофалов (укр. Валерій Михайлович Самофалов, 8 января 2000 — 18 марта 2022) — матрос 137-го отдельного батальона морской пехоты, военно-морских сил Вооружённых сил Украины, участник российско-украинской войны. Герой Украины (2022).

## Биография
В момент начала полномасштабного вторжения российских войск на Украину проходил службу в 137-м отдельном батальоне морской пехоты Военно-морских сил Вооружённых сил Украины, который базировался в селе Дачное Одесской области. К 5 марта был переброшен в Николаевскую область, где в бою сбил три российских вертолёта «Ми-35» при помощи переносного зенитного ракетного комплекса «Игла». 10 марта 2022 года президент Украины Владимир Зеленский присвоил Самофалову звание «Герой Украины» с вручением ордена «Золотая Звезда» (2022) за личное мужество и героизм, проявленные в защите государственного суверенитета и территориальной целостности Украины, верность военной присяге. 18 марта того же года погиб на территории Николаевской области в результате попадания российской ракеты.